# Роберт, 1-й граф Глостер
Роберт Глостерский (англ. Robert of Gloucester; ок. 1090, Кан — 31 октября 1147, Бристоль) — незаконнорожденный сын английского короля Генриха I, граф Глостер (с 1122), полководец и руководитель партии сторонников императрицы Матильды в период гражданской войны в Англии 1135—1154 годов и один из крупнейших государственных деятелей Англо-Нормандской монархии второй четверти XII века. В средневековых источниках Роберта иногда называли Роберт «Консул», следуя терминологии его писарей, зачастую использовавших латинское слова consul вместо comes (с лат. — «граф»).

## Биография

### Происхождение и образование
Роберт был самым старшим из более, чем двадцати побочных детей Генриха I Боклерка. Очевидно, он родился в конце 1080-х, поскольку к 1104 году у самого Роберта появился первый ребёнок. В то время Генрих I ещё не был ни королём, ни наследником английского престола. Мать Роберта до настоящего времени однозначно не установлена. Обычно в качестве его матери называют Сибиллу Корбе, от которой у Генриха I действительно было несколько детей, однако с учётом возраста Сибиллы (в конце 1080-х ей исполнилось немногим более десяти лет) эта версия сейчас считается неправдоподобной. По другой теории, матерью Роберта была представительница рода Гай или Гайт, небогатой английской дворянской семьи из Оксфордшира. К. Томпсон полагает, что мать Роберта была по национальности нормандка, находящаяся в родстве с родом Гайтов.
Роберт был признан сыном Генриха Боклерка уже в момент своего рождения. Маловероятно, что он провёл своё детство вместе с отцом, поскольку в 1087—1096 годах Генрих постоянно перемещался по Англии и Нормандии, а его карьера переживала то взлёты, то падения. Возможно Роберт воспитывался в церковной среде. Ему удалось получить достаточно хорошее по стандартам того времени образование. Известно, что граф Глостер владел латынью, интересовался философией и историей и в более позднее время был активным покровителем науки и искусства в Англии. Посвящениями Роберту Глостеру сопроводили свои работы Гальфрид Монмутский и Вильям Мальмсберийский.

### Граф Глостер и правление Генриха I

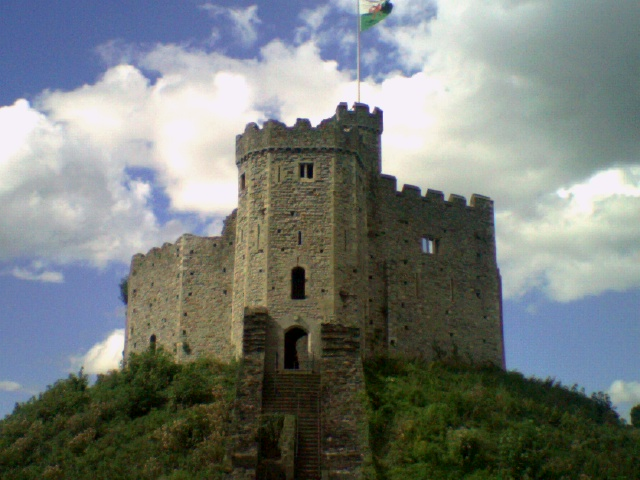
Замок Кардифф, перестроенный Робертом Глостерским в камне. Двенадцатистенный донжон также возведён Робертом

В 1113 году Роберт прибыл ко двору своего отца в Нормандии. Уже в следующем году он женился на Мабель, старшей дочери Роберта Фиц-Хэмона, крупного англо-нормандского барона и завоевателя Гламоргана. Это принесло Роберту обширные земельные владения в Глостершире и других графствах на валлийской границе, а также сеньорию Гламорган в Южном Уэльсе с замком Кардифф. Кроме того, Роберту были переданы Эвреси и Крейи в Нормандии. В 1121 или 1122 годах Роберт был пожалован титулом графа Глостера. На протяжении последующих десятилетий Роберт являлся признанным лидером баронов валлийского приграничья и главной опорой нормандской экспансии в Южном Уэльсе. Его сеньория Гламорган стала образцом для хозяйственно-политической организации англонормандских владений на завоёванных территориях.
Уже в юности Роберт Глостерский проявил себя как талантливый военачальник и авторитетный государственный деятель. Он пользовался особым расположением своего отца и исполнял функции советника и капитана королевской армии. В 1119 году Роберт отличился в битве при Бремюле, а в 1123—1124 годах руководил военными операциями по подавлению восстания нормандских баронов во главе с Амори де Монфором и Галераном де Бомоном. После гибели единственного законного сына Генриха I Вильгельма Аделина в 1120 году Роберт Глостерский стал одной из главных опор короля в его намерении обеспечить наследование английского престола за своей дочерью императрицей Матильдой. 1 января 1127 года он первым среди англонормандских баронов принёс присягу на верность Матильде и обязался признать её королевой после смерти Генриха I. О роли Роберта в системе государственного управления в конце правления Генриха I свидетельствует тот факт, что на него была возложена обязанность содержания крепостей Дувр и Кентербери, контролирующих переправу через Ла-Манш, а также то, что именно в принадлежавшем Роберту замке Кардифф содержался пленённый Роберт Куртгёз, старший брат Генриха I и претендент на корону Англо-Нормандской монархии. Когда Генрих I смертельно заболел в Нормандии в ноябре 1135 года, Роберт оставался с ним до самой смерти короля, последовавшей 1 декабря 1135 года.

### Выбор политического лагеря
После смерти Генриха I Роберт оставался в Нормандии и участвовал в обсуждениях вопроса о кандидатуре наследника престола. Нормандские бароны остановили свой выбор на Тибо Шампанском, старшем сыне Аделы Нормандской, дочери Вильгельма Завоевателя. Однако из Англии вскоре пришло сообщение, что королём был провозглашён и коронован младший брат Тибо Стефан Блуаский. Роберт признал Стефана королём и на Пасху 1136 года принял участие в торжественном Большом королевском совете в Англии, который подтвердил избрание Стефана. Роберт принёс королю оммаж, оговорив его условием соблюдения Стефаном хартии вольностей, составленной баронами. В этот период, очевидно, Роберт не считал возможной коронацию императрицы Матильды и не поддержал её вторжение в южную Нормандию в начале 1136 года. По свидетельству автора «Деяний Стефана», некоторыми баронами в качестве кандидатуры на престол одно время предлагался сам Роберт Глостерский, однако его незаконное происхождение не позволяло сколь-либо серьёзно рассматривать этот вариант. В любом случае, Роберт не являлся соперником Стефана Блуаского в борьбе за корону, и более того, по словам Гальфрида Монмутского, в 1136 году выступал одним из «столпов» власти короля Стефана.
Слабостью центральной власти в Англии после смерти Генриха I воспользовались валлийцы, которые в начале 1136 года перешли в наступление на земли англо-нормандских баронов Уэльса. Валлийские князья отвоевали Кармартен, значительную часть Пембрукшира, вновь проникли в Брихейниог и долину Уска. Попытки Стефана организовать ответный поход в Уэльс провалились. Защита англонормандской власти в южном Уэльсе легла на плечи местных баронов во главе с Робертом Глостером. Он отразил набеги валлийцев на Гламорган, однако перейти в наступление ему не удалось. Возобновление экспансии в Уэльсе было отложено из-за обострения ситуации в Англии. Роберт, вероятно, рассчитывал занять ведущие позиции в королевской администрации, однако при дворе на первые роли вышли другие аристократы: фламандский военачальник Вильгельм Ипрский и братья-близнецы Роберт и Галеран де Бомоны. Граф Глостер вскоре покинул королевский двор и направился в Нормандию. В 1138 году он объявил о переходе на сторону императрицы Матильды.

### Гражданская война в Англии
Присоединение Роберта Глостера к сторонникам императрицы резко усилило их позиции как в Англии, так и в Нормандии. Вслед за Робертом на сторону Матильды перешла значительная часть англонормандской аристократии западных и южных графств. В лице своего сводного брата Матильда приобрела авторитетного лидера, талантливого военачальника и фактического главу своей партии. Первые действия Глостера, однако, не были удачными: в Нормандии он был разбит Галераном де Бомоном, а английские союзники императрицы потерпели поражение от королевских войск и были отброшены к Бристолю. В конце 1138 года Стефан вошёл в Глостер, в начале следующего года — в Вустер. Но 30 сентября 1139 года в Англии, неподалёку от замка Арундел, высадился граф Роберт вместе с Матильдой и небольшой группой её сторонников. Глостер немедленно отправился в Бристоль, который вскоре превратил в штаб-квартиру и военную базу партии императрицы в Англии, а сама Матильда некоторое время оставалась в Эранделе под покровительством своей мачехи Аделизы Лувенской. Замок был окружён королём, но в конце концов Стефан согласился прекратить осаду и позволить Матильде перебраться в Бристоль.
Закрепившись в Бристоле, Роберт Глостерский развернул широкомасштабные военные действия против короля. Отряды Роберта захватили Уарем, Вустер и другие владения Бомонов в западных графствах, предпринимали рейды на владения короля и его сторонников в Дорсете, Уилтшире, Беркшире и Оксфордшире. Гражданская война вскоре превратилась в непрекращающиеся грабительские набеги различных феодалов на земли своих противников, что приводило к опустошению страны и развалу администрации. Граница территорий, контролируемых королём и графом Глостером, пролегала вдоль Котсвольдских холмов, земли по обе стороны от которых подвергались наибольшему разорению и постепенно безлюдели.
На протяжении 1139—1140 годов военные действия велись с переменным успехом. Положение изменилось в конце 1140 года, когда на сторону императрицы перешёл Ранульф де Жернон, граф Честер и один из крупнейших землевладельцев Средней и Северной Англии. Главной целью Ранульфа был захват Линкольна, незадолго до этого попавшего под контроль короля. В январе 1141 года Роберт Глостер со своими войсками, включавшими в частности и отряды валлийских наёмников, прибыл на соединение с армией Ранульфа. 2 февраля 1141 года объединённые силы графов Глостера и Честера наголову разгромили королевскую армию в битве при Линкольне и взяли в плен самого короля. Стефан Блуаский был помещён под арест в Бристоле, а Роберт Глостер с императрицей направились в Винчестер, где после достижения соглашения с папским легатом Генрихом Блуаским 8 апреля Матильда была избрана королевой Англии. Спустя два месяца императрица вступила в Лондон. Однако её правление оказалось недолгим: консолидация сил сторонников Стефана и восстание лондонцев вынудили Матильду бежать из города. 14 сентября 1141 года войска императрицы были окружены королевской армией у Винчестера. Граф Роберт прикрывал отход Матильды, однако не смог одержать верх над численно превосходящей армией противника и был взят в плен. В течение полутора месяцев Роберт содержался под арестом в Рочестерском замке, пока 1 ноября 1141 года не был обменян на короля Стефана. Обмен пленными также происходил в Винчестере и, согласно свидетельствам хронистов, граф Роберт во время короткой встречи с королём заверил его, что в своей борьбе он не имеет ничего личного против Стефана.

### Последние годы жизни

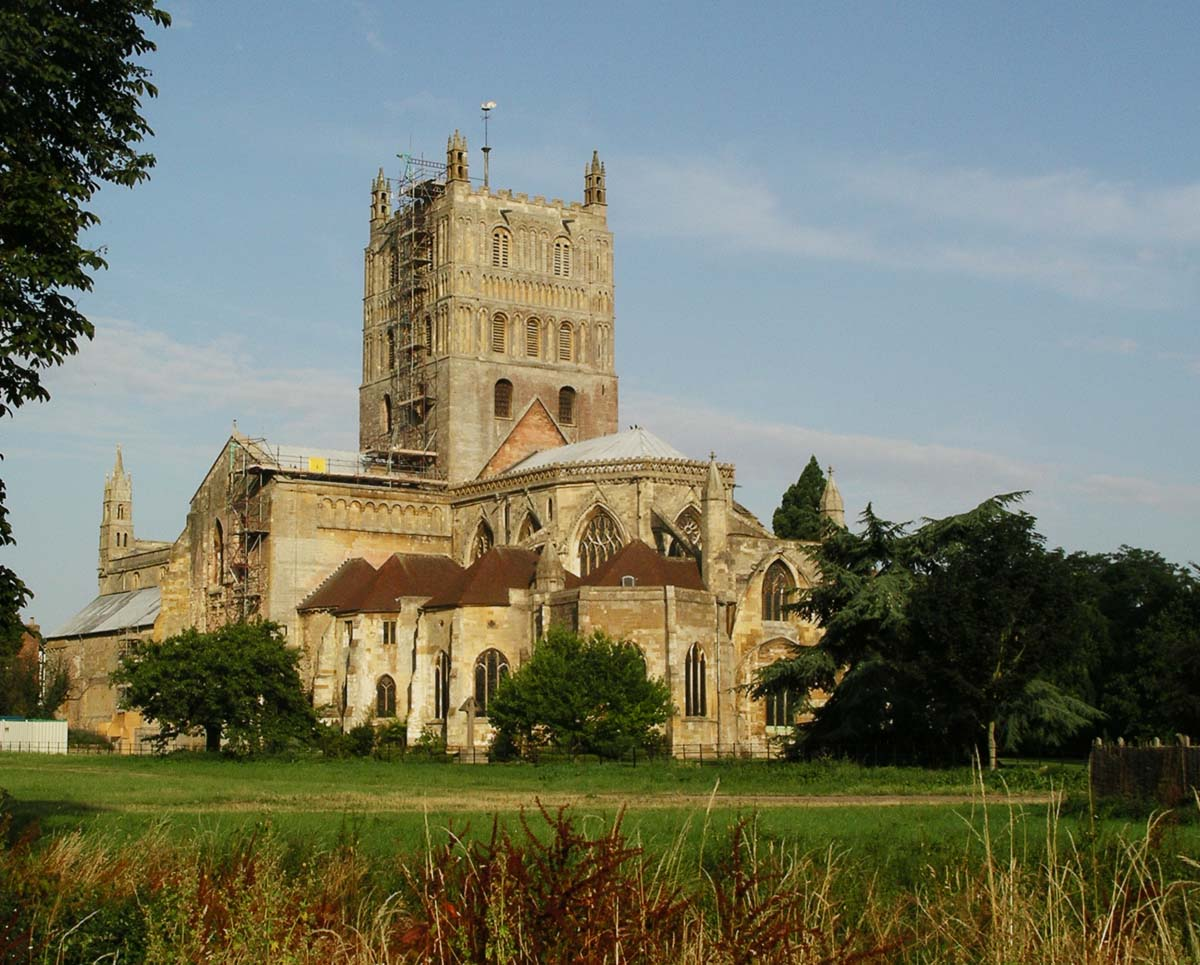
Аббатство Тьюксбери, построенное Робертом Глостерским

После освобождения Роберта гражданская война продолжилась. Вскоре, однако, стало очевидной невозможность ни одной из сторон одержать безоговорочную победу. В 1142 году граф Глостер отправился в Нормандию, пытаясь добиться от Жоффруа Плантагенета, супруга императрицы Матильды, военной поддержки, но потерпел неудачу: для Жоффруа более важным было подчинение Нормандского герцогства, которое он и завершил к 1145 году. В Англию Роберт вернулся с отрядом лишь в 300—400 всадников и Генрихом Плантагенетом, старшим сыном Матильды. Тем временем королевские войска постепенно вытесняли отряды Глостера из Беркшира, Оксфордшира и Уилтшира. Осенью 1142 года пал Оксфорд, а императрица была вынуждена тайно бежать из города под покровом ночи. В 1143 году Роберту удалось одержать победу над королевской армией у Уилтона и взять Шерборн. Позиции сторон вновь стабилизировались. Граф Глостер продолжал, по выражению автора «Деяний Стефана», править территорией «от моря до моря» (то есть от Бристольского залива до побережья Ла-Манша в Дорсете), установив в её границах относительный порядок и спокойствие.
В конце 1145 года на сторону Стефана перешёл младший сын Роберта Филипп, комендант Криклейда и Чиренчестера, что привело к потере этих стратегически важных замков. Королю также удалось одержать победу при Фарингтоне, отрезав сторонников императрицы в Уоллингфорде и долине Темзы от основных сил в западных графствах. Глостер и Бристоль оказались под угрозой. Роберт был вынужден пойти на переговоры о перемирии с королём. В 1147 году граф предпринял последнюю попытку переломить ход войны, совершив нападение на Фарнем в Суррее. Однако это предприятие не принесло результата. Роберт вернулся в Бристоль для сбора новой армии, но заболел лихорадкой и 31 октября 1147 года скончался. Он был погребён в монастыре Сент-Джеймс, основанном им неподалёку от Бристольского замка.
Смерть Роберта Глостера оказалась губительной для интересов Матильды в Англии. Её приверженцы постепенно переходили на сторону короля. Присутствие Генриха Плантагенета не могло спасти ситуацию. В феврале 1148 года императрица, а затем и её сын, покинули Англию.

## Брак и дети
Роберт Глостерский был женат (ок. 1114) на Мабель Фиц-Роберт (ум. 1156), дочери Роберта Фиц-Хэмона, лорда Глостера и Гламоргана, и Сибиллы Монтгомери. Их дети:
- Уильям Фиц-Роберт (ум. 1186), 2-й граф Глостер, женат на Хависе, дочери Роберта де Бомона, 2-го графа Лестер;
- Роджер Фиц-Роберт (ум. 1179), епископ Винчестера;
- Ричард Фиц-Роберт (ум. 1175), сеньор де Крейи;
- Хэмон Фиц-Роберт (убит в 1159 при осаде Тулузы);
- Роберт Илчестерский (возможно, незаконнорожденный, ум. до 1157), женат на Хависе, дочери Болдуина де Редверса, графа Девона;
- Матильда (ум. 1189), замужем за Ранульфом де Жерноном, графом Честер;
- Филипп (ум. после 1147), кастелян Крикслейда, участник Второго крестового похода;

Кроме того, от Изабеллы, сестры Ричарда Дуврского, епископа Байё, у Роберта был побочный сын Ричард (ум. 1142), который в 1135 году также стал епископом Байё.